# Yuma-Cochimítalen

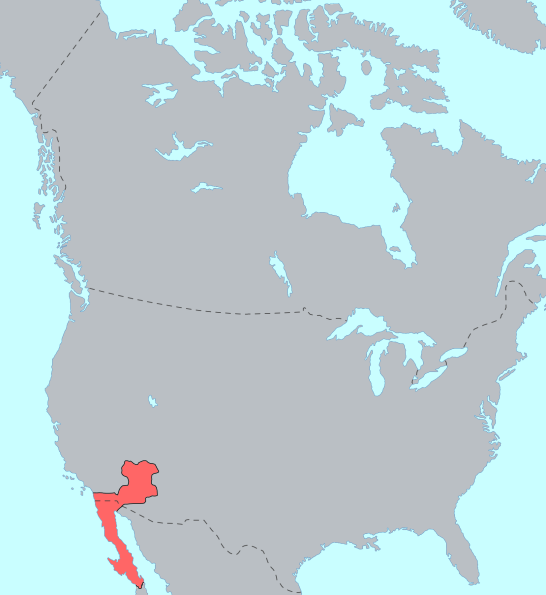
Verspreidingsgebied van de Yuma-Cochimítalen.

Yuma-Cochimí is een taalfamilie van talen gesproken door indianen in Noord-Amerika. Yuma-Cochimítalen worden gesproken in Mexico (Baja California en het noorden van Sonora), en het in de Verenigde Staten (In het zuiden van Californië en het westen van Arizona). Er zijn zo'n tien Yuma-Cochimítalen, en verscheidene dialecten.
Yuma-Cochimítalen zijn onder te verdelen in twee families, het tegenwoordig uitgestorven en taalkundig alleenstaande Cochimí, die misschien uit meerdere, kleinere talen bestond, en de Yumafamilie, die een aantal kleinere taalfamilies omvat.